# Estació de Platja les Arenes

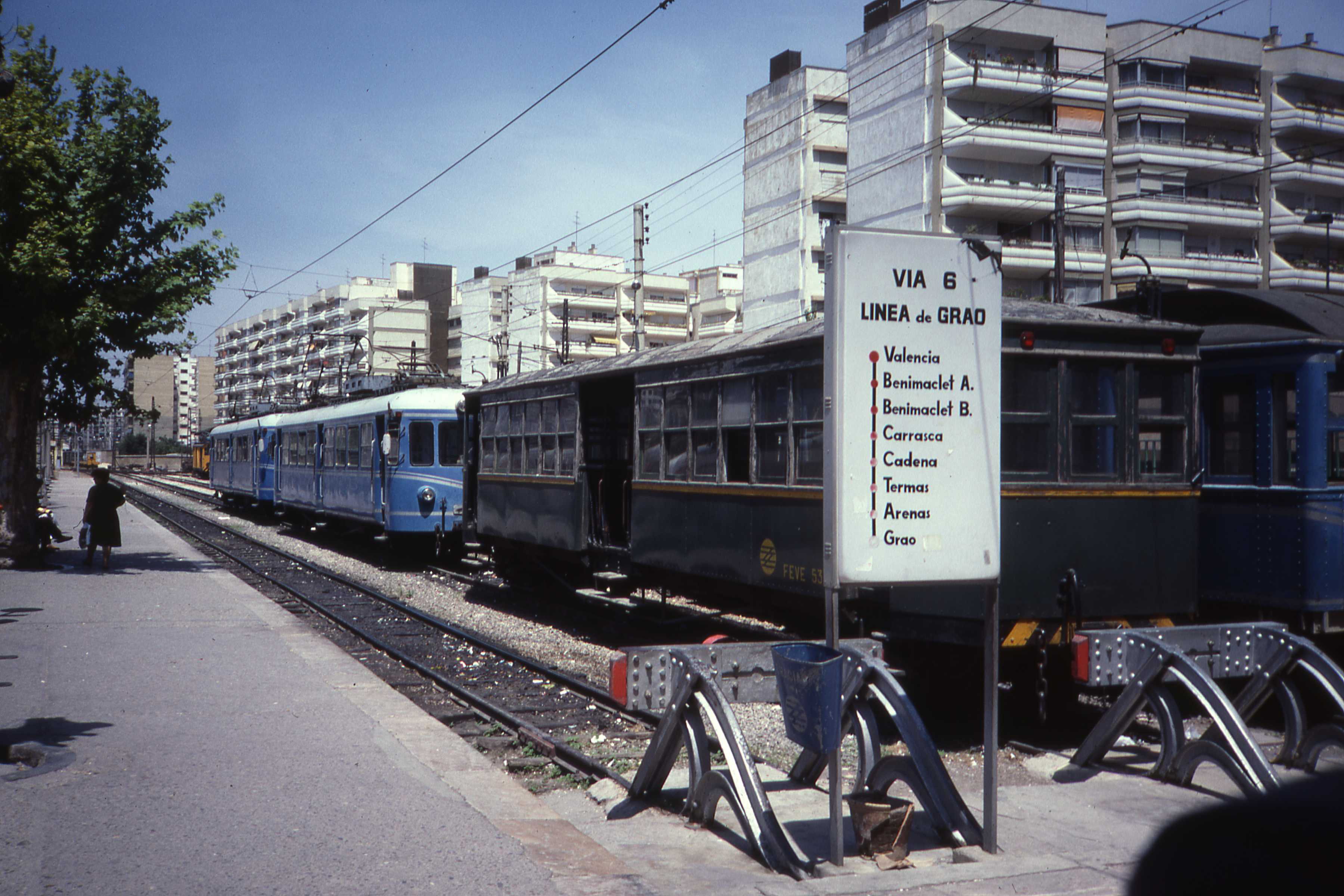
Línia del Grau, on se pot vore "Les Arenes"

L'Estació de les Arenes és una estació de ferrocarril propietat dels Ferrocarrils de la Generalitat Valenciana (FGV) i operada per Metrovalència al districte dels Poblats Marítims, a la ciutat de València. L'estació pertany a les línies 4 i 6 i a la zona tarifària A.
L'estació, que en ser de tramvies es troba a nivell de terra, està localitzada al carrer d'Eugènia Viñes 153, davant mateix de la platja de les Arenes, que dona nom a l'estació. Es troba adaptada per a invidents, discapacitats físics i sords.

## Història
La primigènia estació de "les Arenes", va ser construïda per la Societat Valenciana de Tramvies (SVT) l'any 1892, sent part de la línia del Grau. Posteriorment, l'estació seguiria en funcionament sota la Companyia de Tramvies i Ferrocarrils de València (CTFV) des de 1917 fins 1964, els Ferrocarrils Espanyols de Via Estreta (FEVE) de 1964 fins al 1987 i finalment, amb els Ferrocarrils de la Generalitat Valenciana (FGV). Fou l'any 1990 quan FGV, després de constatar el mal estat de la infraestructura i les queixes veïnals, va decidir tancar-la.
L'actual estació va ser inaugurada el 21 de maig de 1994 com a part de la recentment creada línia 4, la primera amb tramvies feta per FGV i que ve a restablir l'antiga línia del Pont de Fusta fins al Grau. Més tard, amb la creació de la línia 6, el 27 de setembre de 2007, l'estació va formar part d'aquesta línia.

## Ruta
| Procedència/Destinació          | <             | Línia | >            | Procedència/Destinació |
| ------------------------------- | ------------- | ----- | ------------ | ---------------------- |
| Mas del Rosari/Fira de València | Eugènia Viñes |       | Doctor Lluch | Doctor Lluch           |

| Procedència/Destinació | <             | Línia | >                        | Procedència/Destinació |
| ---------------------- | ------------- | ----- | ------------------------ | ---------------------- |
| Tossal del Rei         | Eugènia Viñes |       | Mediterrani/Doctor Lluch | Marítim                |